# Tuili (ort)
Tuili är en ort i Burkina Faso.   Den ligger i regionen Centre-Sud, i den centrala delen av landet, 50 km söder om huvudstaden Ouagadougou. Tuili ligger 345 meter över havet och antalet invånare är 2 621.
Terrängen runt Tuili är platt. Närmaste större samhälle är Kombissiri, 10,2 km nordost om Tuili.
Trakten runt Tuili består till största delen av jordbruksmark. Runt Tuili är det ganska tätbefolkat, med 120 invånare per kvadratkilometer.